# Naturschutzgebiet Ransenberg

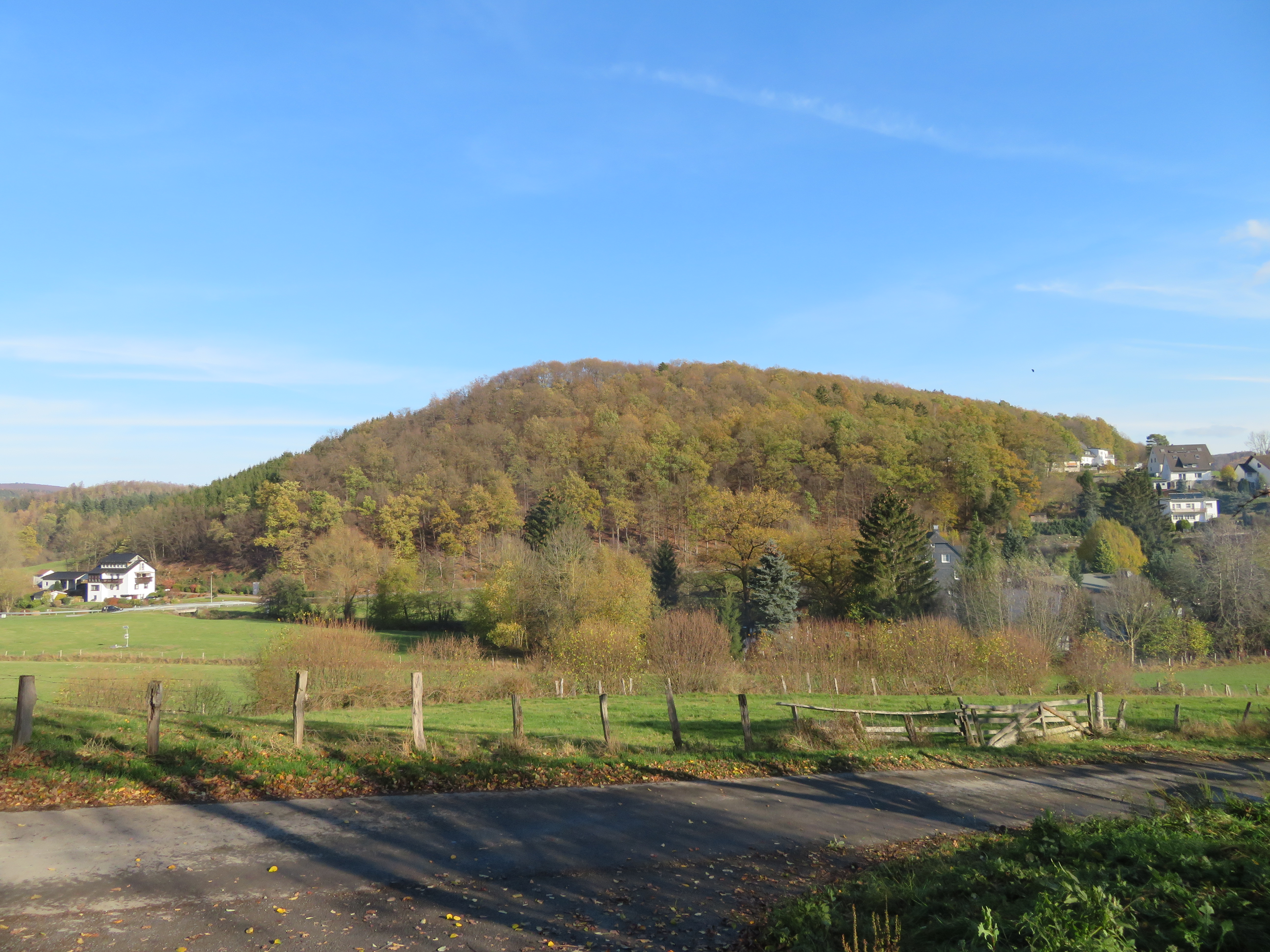
Naturschutzgebiet Ransenberg im Hintergrund

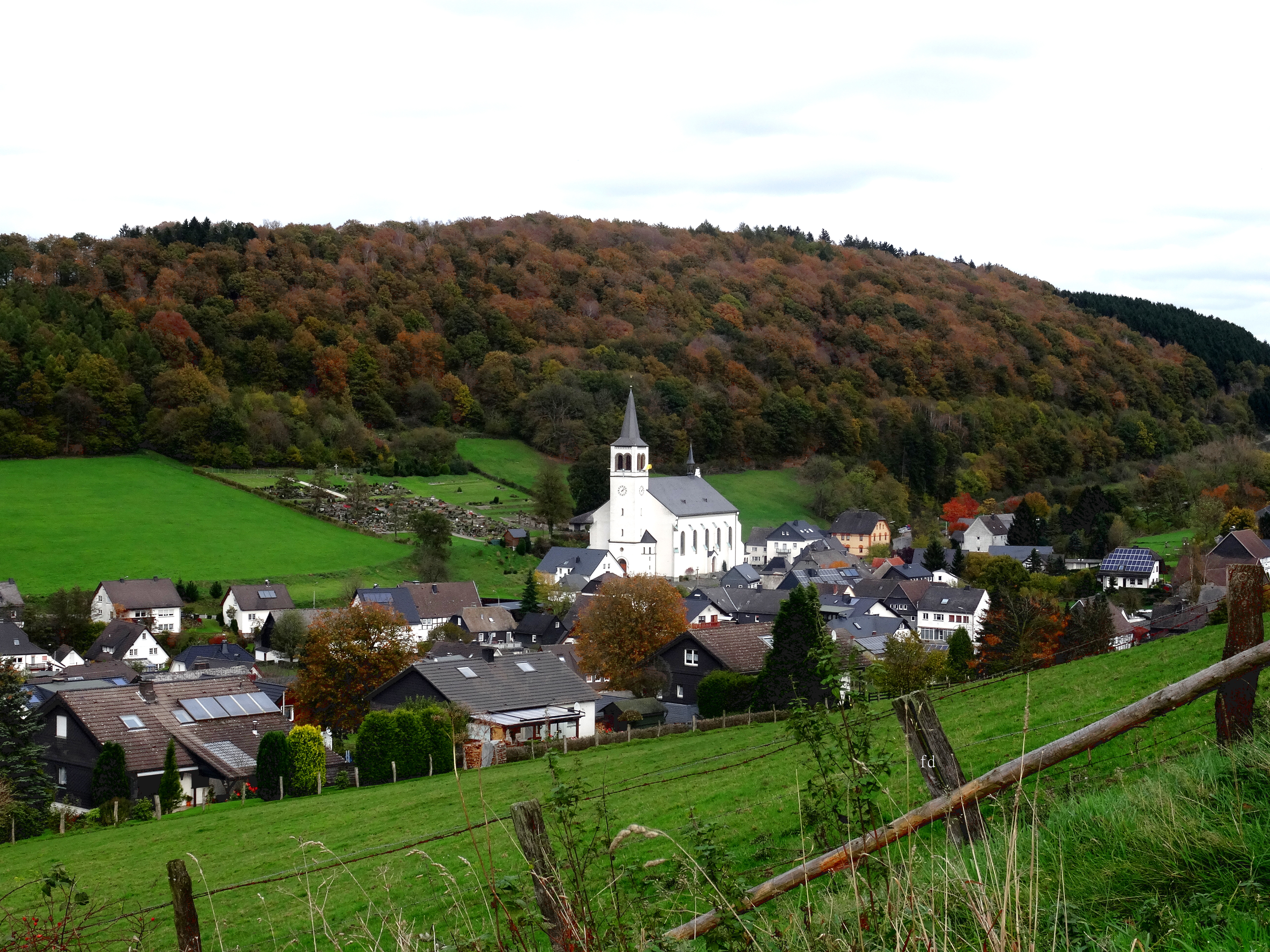
Naturschutzgebiet Ransenberg mit Teil von Calle

Das Naturschutzgebiet Ransenberg mit einer Flächengröße von 25,52 ha liegt nordöstlich von Calle im Stadtgebiet von Meschede. Es wurde 2020 vom Kreistag des Hochsauerlandkreises mit dem Landschaftsplan Meschede als Naturschutzgebiet (NSG) ausgewiesen. Von 1994 bis 2020 gehörte die heutige NSG-Fläche zum Landschaftsschutzgebiet Meschede.

## Gebietsbeschreibung
Das NSG liegt hauptsächlich an der Südseite des Ransenberges. Im NSG befinden sich überwiegend trockene und artenreichen Eichen-Hainbuchenwäldern, die aus einer früheren Nutzung als Niederwald hervorgegangen sein sollen. Der Untergrund im NSG besteht aus oberdevonischen Tonschiefern, die auf dem langgestreckten Gipfelgrat des Ransenberges an einigen Stellen offen zutage treten oder extrem flachgründige Waldstandorte mit sich bringen.
Die Teilfläche des NSG am Nordhang weist durch Untergrund und Exposition reichere Standortverhältnisse auf. Hier steht ein Waldmeister-Buchenwald mit Traubeneichen, Birken und Kirschen in der Baumschicht. In diesem Waldteil stehen etliche Altbäume, die aufgrund einer landschaftsrechtlichen Kompensationsverpflichtung nicht gefällt werden dürfen.
Am Südrand des NSG liegen gebüschreiche Magergrünländer, wo der Erhalt als Kompensationsmaßnahme von Eingriffen in den Naturhaushalt festgesetzt wurde. Im Magergrünland stehen eingestreut hochstämmige Obstbäume. Durch eine extensive Beweidung haben sich auch hier artenreiche Pflanzengesellschaften herausgebildet. Nördlich des Friedhofs von Calle liegt eine Fichtenparzelle im NSG.

## Schutzzweck
Zum Schutzzweck des NSG führt der Landschaftsplan auf: „Erhaltung (und lokal: Optimierung) vielschichtiger, gehölzartenreicher Waldlebensräume unterschiedlicher Standorteigenschaften und - insbes. im oberen und nördlichen Teil - entsprechend artenreicher Krautschicht; Schutz des Biotopmosaiks aus strukturreichen Wald- und Offenlandlebensräumen sowie Felsbiotopen; Sicherung der besonderen Eigenart und hervorragenden Schönheit eines ortsnahen, Fußweg-erschlossenen Landschaftsausschnitts mit interessanten Waldbildern.“

## Nadelholz
Auf der Fichtenparzelle nördlich des Friedhofs von Calle ist weiterhin Nadelholzanbau mit einem Anteil von maximal 20 % einzelstammweise, trupp-, gruppen- oder horstweise zulässig.